# Tapfheim
Tapfheim er en kommune i Landkreis Donau-Ries i Regierungsbezirk Schwaben i den tyske delstat Bayern, med knap 4.050 indbyggere.

## Geografi

### Nabobyer
- Höchstädt an der Donau
- Donauwörth

### Landsbyer og bebyggelser
- Brachstadt
- Donaumünster,
- Erlingshofen,
- Oppertshofen,
- Rettingen,
- Tapfheim

Tapfheim ligger på den nordlige bred af floden Donau.